# Ajos Tichon
Ajos Tichon(gr. Άγιος Τύχων) lub Ajos Tichonas (gr. Άγιος Τύχωνας) – wieś w Republice Cypryjskiej, w dystrykcie Limassol. W 2011 roku liczyła 3455 mieszkańców.